# The Twilight Saga: Eclipse (banda sonora)
The Twilight Saga: Eclipse – Original Motion Picture Soundtrack es la banda sonora de la película The Twilight Saga: Eclipse. Esta banda sonora es parte de la tercera parte de la saga de Crepúsculo, lanzado a la venta el 8 de junio de 2010. La banda sonora está de nuevo producida por Alexandra Patsavas, la directora musical de las dos anteriores películas de la saga. La banda sonora debutó en el número dos en la lista de Billboard 200, en los Estados Unidos seguido por el álbum, Glee: The Music, Journey to Regionals, con ventas estimadas de 144,000 copias vendidas, convirtiéndose en el segundo lugar en la banda sonora de la saga de Crepúsculo que no debutó en el número uno en el Billboard 200, y el primero que nunca alcanzó el número uno.

## Lista de canciones
La lista de canciones fue revelada en un programa especial durante todo el día de manifiesto, de la existencia de eventos en el álbum de la página de MySpace. De ello se desprende la fórmula de las bandas sonoras anteriores, incluyendo las canciones usadas en la película él terminó fuera de pista por puntuación de una puntuación del álbum. La partitura de Eclipse fue compuesta, orquestada y dirigida por ganador del Oscar Howard Shore.
- Edición estándar

| The Twilight Saga: Eclipse – Original Motion Picture Soundtrack |                                            |                              | |          |  |
| N.º                                                             | Título                                     | Escritor(es)                 | Escena | Duración |  |
| 1.                                                              | «Eclipse (All Yours)»                      | Metric                       | La primera canción fue puesta al final de los créditos; desempeñado durante la escena final en un arreglo instrumental. Instrumental durante la primera escena del prado. | 3:38     |  |
| 2.                                                              | «Neutron Star Collision (Love Is Forever)» | Muse                         | La fiesta de graduación de Bella, (segunda canción). | 3:50     |  |
| 3.                                                              | «Ours»                                     | The Bravery                  | La fiesta de graduación de Bella, (primera canción canción). | 3:47     |  |
| 4.                                                              | «Heavy in Your Arms»                       | Florence and the Machine     | Segunda canción de los créditos. | 4:42     |  |
| 5.                                                              | «My Love»                                  | Sia                          | Bella acepta casarse con Edward. | 5:07     |  |
| 6.                                                              | «Atlas»                                    | Fanfarlo                     | Edward y Bella se encuentran con Jacob. | 3:23     |  |
| 7.                                                              | «Chop and Change»                          | The Black Keys               | El comienzo de la película, cuando Riley es atacado por Victoria. | 2:21     |  |
| 8.                                                              | «Rolling in on a Burning Tire»             | The Dead Weather             | Victoria y Riley se dan el beso. | 3:53     |  |
| 9.                                                              | «Let's Get Lost»                           | Beck y Bat for Lashes        | Bella llama a Jacob y decide visitarle. | 4:07     |  |
| 10.                                                             | «Jonathan Low»                             | Vampire Weekend              | Bella y Jacob dando un paseo por la motocicleta. | 3:30     |  |
| 11.                                                             | «With You in My Head»                      | Unkle con The Black Angels   | Jasper les enseña a los Cullen y a los licántropos para luchar contra los nuevos vampiros.                                                                                | 4:40     |  |
| 12.                                                             | «A Million Miles an Hour»                  | Eastern Conference Champions | Jacob se enfrenta con Bella y Edward en la escuela | 4:03     |  |
| 13.                                                             | «Life on Earth»                            | Band of Horses               | Bella y Edward en la habitación, discutiendo por qué Edward no quiere que Bella se convierta en vampira.                                                                  | 5:28     |  |
| 14.                                                             | «What Part of Forever»                     | Cee-Lo                       | La canción que le pone fin a los créditos. | 3:55     |  |
| 15.                                                             | «Jacob's Theme»                            | Howard Shore                 | Reproducciones en toda la película en las escenas con Jacob. | 2:27     |  |

- Deluxe Edition (Pistas extras)

| The Twilight Saga: Eclipse – Original Motion Picture Soundtrack (Deluxe Edition) |                                            |                     | |          |  |
| N.º                                                                              | Título                                     | Escritor(es)        | Escena                                                                                                | Duración |  |
| 16.                                                                              | «"The Line»                                | Battles             | Cuando Edward se aleja con furia después de dejar a Bella con Jacob                                   | 5:05     |  |
| 17.                                                                              | «"How Can You Swallow So Much Sleep?»      | Bombay Bicycle Club | Bella y Edward caminan hasta la mesa del almuerzo donde Mike intenta ayudar a Jessica con su discurso | 2:58     |  |
| 18.                                                                              | «Atlas» (The Time and Space Machine Remix) | Fanfarlo            | | 6:04     |  |
| 19.                                                                              | «What Part of Forever» (Johan Hugo Remix)  | Cee-Lo Green        | | 4:51     |  |
| 20.                                                                              | «"Eclipse (All Yours)» (Acoustic)          | Metric              | | 3:45     |  |

- Pistas internacionales

| The Twilight Saga: Eclipse – Original Motion Picture Soundtrack |                           |               |           |          |  |
| N.º                                                             | Título                    | Escritor(es)  | País      | Duración |  |
| 1.                                                              | «Magia y Deseo»           | Jesse y Joy   | México    | 3:33     |  |
| 2.                                                              | «Eterno Pra Você»         | Hori          | Brasil    | 3:51     |  |
| 3.                                                              | «Edge of My Dreams»       | Lisa Mitchell | Australia | 4:19     |  |
| 4.                                                              | «Don't You Mourn the Sun» | MiMi          | Suiza     | 3:46     |  |

1. ↑  (iTunes)[1] o por ilovemetric.com.[2]